# 菲菲·楊
菲菲·楊（1914年1月12日—1975年3月5日），原名陳金娘，印度尼西亞演員，擁有華人和法國人血統，從影34年間，共拍攝了至少86部電影。

## 早年生涯
菲菲·楊原名陳金娘（Nonie Tan），在1914年1月12日生於亞齊双溪利普特（Sungai Liput），父親是法國人，可能在第一次世界大戰期間參加過軍隊，在她小時候逝世；母親是土生華人（一說福建人）。父親去世後，她便跟隨母親，遷往巴達維亞（今雅加達）定居，然後入讀荷蘭殖民政府為華人開設的荷華學校，並在那裏完成了為期四年的小學課程。
陳金娘剛踏上舞台的時候，首先在黛薇·查歌舞團（Dewi Dja'）擔任舞蹈員，以「黛薇·瑪麗亞」（Dewi Maria）的名義演出，然後轉為莉布特小姐的奧麗安劇團效力。她在14歲時和劇作家楊眾生結婚，楊眾生給她取了一個藝名，叫「菲菲·楊」，還教導她怎樣表演，而陳金娘則接受了他的建議。在「菲菲·楊」這個名字裏，「楊」按照粵語讀音拼作「Young」，而並非和楊眾生一樣按照福建話發音拼作「Njoo」；取名「菲菲」則是為了令觀眾回想起法國演員菲菲·德奧賽的風采。劇團在东南亚各地（包括英屬馬來亞）舉行巡迴演出時，菲菲·楊也參加了表演。
1930年，楊眾生夫婦在檳城創辦「月光水晶歌舞團」（Moonlight Crystal Follies），菲菲·楊也在這個時候開始參演舞台劇。之後，他們首先在1930年代中期加入達爾達尼拉劇團，令菲菲·楊成為該劇團的花旦之一，然後在劇團大部分成員出國演出時離巢，在1937年自組「菲菲·楊之塔」劇團（Fifi Young's Pagoda）。

## 從影生涯
1937年，荷蘭導演阿爾貝特·巴林克執導的《月光曲》登上銀幕，兩年後，鄭丁春攝製的影片《白茅》也在戲院上映，這兩部電影的成功令東印度群島的電影業得以復甦。1940年，當地開設了4家製片廠，東方影業就是其中之一。他們聘請了楊眾生夫婦，希望楊眾生能為公司撰寫電影劇本，也希望菲菲·楊能夠成為賣座演員，為公司帶來收入。菲菲·楊參演了東方影業首三部作品——《馬塔蘭的短劍》（1940年）、《朱拜達》（1940年）和《五色》（1941年），然後在1941年和丈夫一起，接受電影導演楊中義的邀請，加入大華影業（Majestic Pictures），並於同年出演大華的作品《母親的眼淚》。
1942年，日本佔領東印度群島，他們只保留一家電影製片廠，其餘製片廠一律關閉，從實際上摧毀了當地的電影業，於是楊眾生夫婦和以前在東方影業的同事達莉亞一起加入「泗水之星」歌舞團（Bintang Soerabaia）。1945年日本投降後，印尼民族主義者宣布印尼獨立，隨即與荷軍展開長達四年的獨立戰爭，這時菲菲·楊跟楊眾生離婚，但留在楊氏成立的「五彩」劇團（Pantjawarna），成為劇團的當家花旦。
1949年荷蘭正式承認印尼獨立後，菲菲·楊重返熒屏，之後又在電影業活躍了20多年。這時她經常在電影裏扮演母親的角色；美國視覺人類學家卡爾·G·海德指出，她擅長扮演老年村婦的角色，咀嚼檳榔的場面也廣為電影觀眾熟悉。
菲菲·楊最後一部作品《婚床》（Ranjang Pengantin）由林傳福執導，在1974年上映；晚年的她也批評過色情電影在印尼日益氾濫的問題。最後，她在經過醫院幾個月的治療後，於1975年3月5日病逝，隨即在四天後於北雅加達穆阿拉卡朗火化。她和楊眾生育有五名子女，其中一名女兒莎莉（Sally）後來也成為了演員。

## 榮譽
菲菲·楊從影期間，曾獲得多項電影獎項。她在1955年舉行的第一屆印度尼西亞電影節中，憑《達米娜》一片獲得最佳女主角獎，之後又憑《殺手的面目》（Wajah Seorang Pembunuh，1972年）、《紅橋》（Jembatan Merah，1973年）等多部電影獲得印尼記者協會電影獎提名。2003年11月，印尼總統梅加瓦蒂·蘇加諾普特麗向菲菲·楊等三人追頒文化勳章，表揚他們對印尼文化建設的貢獻。

## 作品
菲菲·楊的從影生涯長達34年，前後拍攝了至少86部電影（如下），甚至在1972年接受訪問時指出，自己出演過的電影多得數不清。
- 《馬塔蘭的短劍》（1940年）
- 《朱拜達》 (1940年）
- 《五色》（1941年）
- 《母親的眼淚》（1941年）
- 《泗水之星1951》（Bintang Surabaja 1951，1950年）
- 《甜蜜芳香》（Harumanis，1950年）
- 《伊拉瓦蒂（美麗的花朵）》（1950年）
- 《心靈在哭泣》（Meratap Hati，1950年）
- 《母親的悲嘆》（Ratapan Ibu，1950年）
- 《晚上的雅加達》（Djakarta Diwaktu Malam，1954年）
- 《霹靂》 (Halilintar，1954年）
- 《血肉相連》（Sedarah Sedaging，1954年）
- 《誰是我的父親》（Siapa Ajahku，1954年）
- 《達米娜》 (，1954年）
- 《迷路少女》（Gadis Sesat，1955年）
- 《重逢》（Berdjumpa Kembali，1955年）
- 《父親的情人》（Kekasih Ajah，1955年）
- 《瘋狂屋》（Rumah Gila，1955年）
- 《多角關係的破裂》（Pemetjahan Poligami，1956年）
- 《月亮照耀在河上》（Terang Bulan Terang di Kali，1956年）
- 《閃亮三姊妹》（1956年）
- 《丹戎加東》 (Tandjung Katung，1957年）
- 《母親的眼淚》（Air Mata Ibu，1957年）
- 《父親的看法》（Konsepsi Ajah，1957年）
- 《女生宿舍》（Asrama Dara，1958年）
- 《旅行》（Bertamasja，1959年）
- 《莫蒙》 (Momon，1959年）
- 《左右為難》（Serba Salah，1959年）
- 《三朵玫瑰》（Tiga Mawar，1959年）
- 《高貴的血統》（Darah Tinggi，1960年）
- 《被遺忘的村莊》（Desa yang Dilupakan，1960年）
- 《馬路旁的甜美少女》（Gadis Manis Dipinggir Djalan，1960年）
- 《青春風采》（Gaja Remadja，1960年）
- 《黃昏的烏雲》（Mendung Sendja Hari，1960年）
- 《愛情與女性》（Asmara dan Wanita，1961年）
- 《五千萬噸》（Limapuluh Megaton，1961年）
- 《公證人蘇拉米》（Notaris Sulami，1961年）
- 《薩真》（Sajem，1961年）
- 《母親的吩咐》（Pesan Ibu，1961年）
- 《雙胞胎》（Si Kembar，1961年）
- 《峇里島假期》（（Holiday in Bali，1962年）
- 《薇奧蕾塔》 (Violetta，1962年）
- 《DKN 901》 (1962年）
- 《小星星》（Bintang Ketjil，1963年）
- 《邊界地區》（Daerah Perbatasan，1964年）
- 《內心抉擇》（Pilihan Hati，1964年）
- 《人類與事件》（Manusia dan Peristiwa，1968年）
- 《橙黃色的雲》（Awan Djingga，1970年）
- 《峇里島》 (Bali，1970年）
- 《罪惡大門的背後》（Dibalik Pintu Dosa，1970年）
- 《生命、愛情和眼淚》（Hidup, Tjinta dan Air Mata，1970年）
- 《薩米溫與達西瑪》（1970年）
- 《殺死黑貓的笨蛋》（Si Bego Menumpas Kutjing Hitam，1970年）
- 《比東》 (Si Pitung，1970年）
- 《巴達維雄牛》（Banteng Betawi，1971年）
- 《就讓季節變更》（Biarkan Musim Berganti，1971年）
- 《無盡的苦難》（Derita Tiada Akhir，1971年）
- 《金橋》（Djembatan Emas，1971年）
- 《幻想（切不斷的愛情）》（Ilusia (Kasih Tak Terputuskan)，1971年）
- 《寂寞的人》（Insan Kesepian，1971年）
- 《馬林昆當（不孝子）》（1971年）
- 《年輕的新娘》（Pengantin Remaja，1971年）
- 《麗娜》 (Rina，1971年）
- 《月台邊上的愛情》（Tjinta di Batas Peron，1971年）
- 《叢林玫瑰》（Mawar Rimba，1972年）
- 《三度花燭》（Pengantin Tiga Kali，1972年）
- 《錯誤的教育》（1972年）
- 《我沒有犯罪》（Aku Tak Berdosa，1972年）
- 《我親愛的蒂婷》（Titienku Sayang，1972年）
- 《我的愛在遙遠的島嶼上》（Tjintaku Djauh Dipulau，1972年）
- 《殺手的面目》（Wajah Seorang Pembunuh，1972年）
- 《一見鍾情》（Ketemu Jodoh，1973年）
- 《母親的詛咒》（Kutukan Ibu，1973年）
- 《野心》（Ambisi，1973年）
- 《紅橋》（Jembatan Merah，1973年）
- 《巴達維亞的孩子——杜爾》（Si Doel Anak Betawi，1973年）
- 《波比》 (Bobby，1974年）
- 《幸運的巴貢》（Si Bagong Mujur，1974年）
- 《母親的眼淚在流》（Tetesan Air Mata Ibu，1974年）
- 《年輕的愛人》（Cinta Remaja，1974年）
- 《悲哀哭泣》（Ratapan dan Rintihan，1974年）
- 《哈米達》 (Hamidah，1974年）
- 《愛上我吧》（Sayangilah Daku，1974年）
- 《梅蘭我愛你》（Mei Lan, Aku Cinta Padamu，1974年）
- 《嫁衣裳》（Gaun Pengantin，1974年）
- 《婚床》（Ranjang Pengantin，1974年）

## 備註
1. ↑  部分來源顯示她生於1912年，但是菲菲·楊本人曾表示她生於1914年[2]。
2. ↑  楊中義和菲菲·楊沒有親戚關係。

## 腳註
1. 1 2  Filmindonesia.or.id, Filmografi.
2. 1 2 3  Labrousse 1973，第175頁.
3. ↑  潘亚敏 2000，第111頁.
4. 1 2 3  Filmindonesia.or.id, Nonie Tan.
5. 1 2 3 4 5 6 7  TIM, Fifi Young.
6. 1 2  Labrousse 1973，第176頁.
7. 1 2 3  Jahja 2003, Fifi Young.
8. ↑  Biran 2009，第205頁.
9. ↑  Biran 2009，第204頁.
10. ↑  Biran 2009，第228–229頁.
11. ↑  Biran 2009，第239–241頁.
12. ↑  Biran 2009，第319, 332頁.
13. ↑  Setyautama & Mihardja 2008，第254頁.
14. ↑  Heider 1991，第61頁.
15. ↑  Filmindonesia.or.id, Penghargaan.
16. ↑  Unidjaja 2003, Megawati awards.

## 外部連結
- 菲菲·楊在互联网电影资料库（IMDb）上的資料（英文）